# حارة بني ليث الشمالية (صنعاء)
بني ليث الشمالية هي إحدى حارات حي سدس الروض بمدينة الروضة شمال العاصمة اليمنية "صنعاء"، بلغ تعداد سكانها 577 نسمة حسب تعداد اليمن لعام 2004.